# Ruby Tuesday
«Ruby Tuesday» —en español: «Martes Rubí»— es una canción de la banda inglesa de rock The Rolling Stones, lanzada en enero de 1967. Escrita originalmente por Keith Richards y Brian Jones, aunque aparece acreditada a nombre de Jagger/Richards. Junto con «Let's Spend the Night Together», alcanzó el puesto número 1 en Estados Unidos y el número 3 en el Reino Unido. Fue incluida en la versión americana del álbum Between the Buttons (en el Reino Unido, los sencillos normalmente eran excluidos de los álbumes de estudio).
En el 2004, la revista Rolling Stone clasificó la canción en el lugar #303 en su Lista de Rolling Stone de las 500 mejores canciones de todos los tiempos.
El título de la canción fue usado para el nombre de una conocida cadena de restaurantes norteamericanos.

## Inspiración
La canción es una triste despedida de una groupie llamada Linda Keith, en ese entonces primera novia formal de Keith Richards, que había seguido a la banda desde sus inicios y que con el tiempo llegó a establecer una relación formal con el guitarrista. Cuando se vio atrapada en el mundo de drogas y excesos de los Stones, el mismo Keith le habló a sus padres para que la rescataran.
Bill Wyman afirma en su libro Rolling with the Stones que las letras fueron escritas por Keith Richards con la ayuda de Brian Jones en la composición musical. Sin embargo, Marianne Faithfull lo recuerda de manera diferente; Según ella, Brian Jones presentó una versión temprana de esta melodía al resto de los Rolling Stones. Según Victor Bockris, Richards llegó con la pista básica y las palabras, y terminó la canción con Jones en el estudio.
Keith Richards dijo por su parte en una entrevista hecha por la Rolling Stone en 1971, que él escribió la canción en un cuarto de hotel de Los Ángeles a principios de 1966.

## Grabación
El corte fue grabado entre el 8 de noviembre y 13 de diciembre de 1966 en los Olympic Studios de Londres, Inglaterra durante las grabaciones del que sería su siguiente álbum de estudio, Between the Buttons. En la presente pista, Jones toca flauta y el contrabajo, Bill Wyman, pulsando las cuerdas contra el diapasón, y Keith Richards, frotando las cuerdas. En el piano participa Jack Nitzsche, productor, compositor y cantante conocido por su trabajo con el productor Phil Spector.

## Lanzamiento y legado
«Ruby Tuesday» fue lanzado como el lado B de «Let's Spend the Night Together» el 13 de enero de 1967. Debido a la polémica de las letras del lado A, «Ruby Tuesday» ganó más aire en las emisoras y terminó trepando a lo más alto ambos lados del Atlántico. La canción encabezó la lista estadounidense Billboard Hot 100, mientras que alcanzó el número 3 en la lista no oficial de sencillos del Reino Unido.
Una semana después de su lanzamiento, «Ruby Tuesday» fue incluida en la versión estadounidense de Between the Buttons, no incluidas en la versión británica por la política de las compañías discográficas de no incluir los sencillos en un álbum. Más tarde en el año, apareció en el álbum compilatorio Flowers. Debido a su éxito, la canción se convirtió en un elemento básico en las compilaciones de la banda, siendo incluido en Through the Past, Darkly (Big Hits Vol. 2) (1969), Hot Rocks 1964-1971 (1971), Rolled Gold (1975), en su versión mono en Singles Collection: The London Years (1989), en Forty Licks (2002) y en el más reciente GRRR! (2012)
Una presentación en vivo que grabada en el Steel Wheels/Urban Jungle Tour aparece como sencillo en el álbum en directo Flashpoint en 1991. En julio del 2013, una interpretación en vivo fue grabada para Sweet Summer Sun: Hyde Park Live.

## En directo
La canción se tocó en la gira European Tour 1967. Pasaron 23 años hasta que fue incluida de nuevo en una gira, la Steel Wheels/Urban Jungle Tour de 1989-90. Volvería 8 años después en el Bridges to Babylon Tour en 1997-98, y en el No Security Tour de 1999. Apareció de forma intermitente en el Licks Tour, en 2003, en el A Bigger Bang Tour de 2005-07, y desde la segunda mitad del 50 & Counting Tour, en 2013, no falta en una gira de los Stones.

## Personal
Acreditados:
- Mick Jagger: voz, coros, pandereta
- Keith Richards: bajo, guitarra acústica de 12 cuerdas, coros
- Brian Jones: flauta dulce, piano, coros
- Bill Wyman: contrabajo, bajo
- Charlie Watts: batería
- Jack Nitzsche: piano

## Posicionamiento en las listas

### Sencillo en las listas semanales
| Lista (1967)                       | Mejor posición |
| ---------------------------------- | -------------- |
| Australia                          | 3              |
| Canadá (RPM)                       | 2              |
| Estados Unidos (Billboard Hot 100) | 1              |
| Estados Unidos (Cash Box Top 100)  | 1              |
| Irlanda (IRMA)                     | 6              |
| Reino Unido (UK Singles Chart)     | 3              |

### Sencillo en las listas de fin de año
| Listas (1967)                      | Mejor posición |
| ---------------------------------- | -------------- |
| Canadá (RPM)                       | 5              |
| Estados Unidos (Billboard Hot 100) | 24             |

## Otras versiones
- 1967: el cantante francés Richard Anthony lanzó una versión francesa bajo el título «Fille Sauvage». Su versión fue incluida en un álbum como pista anterior a su gran éxito Aranjuez, Mon Amour.
- 1968: Rotary Connection lanzó una versión de la canción en el álbum homónimo, Rotary Connection.
- 1969: Oliver lanzó una versión de la canción en su álbum Good Morning Starshine.
- 1970: Melanie grabó «Ruby Tuesday» para su álbum de 1970 Candles in the Rain. El sencillo obtuvo gran éxito en el Reino Unido. Años más tarde, grabó una segunda versión de la canción para su álbum de 1978 Ballroom Streets.
- 1970: Pozo-Seco Singers, con Don Williams, lanzó una versión de la canción en su cuarto álbum, Spend Some Time with Me.
- 1984: La banda escocesa Nazareth la grabó como segundo track de su disco "The Catch".
- 1989: Julian Lennon lanzó una versión de la canción en el álbum recopilatorio titulado The Wonder Years: Music from the Emmy Award-Winning Show & Its Era, una banda sonora para la serie de televisión "The Wonder Years".
- 1993: Rod Stewart grabó una versión de la canción que se incluyó en su álbum recopilatorio de 1993 Lead Vocalist. Como single alcanzó el no. 11 en el Reino Unido y el 19 en Irlanda.
- 1994: Marianne Faithfull lanzó una versión de la canción en el álbum Symphonic Music of The Rolling Stones, de la London Symphony Orchestra.
- 1999: Franco Battiato grabó una versión de la canción para su álbum "Fleurs"